# 263
Криза Римської імперії у 3 столітті. Період тридцяти тиранів. Правління імператора Галлієна. В імперії продовжується чума Кипріяна. У Китаї завершується період трьох держав, в Японії триває період Ямато, в Індії період занепаду Кушанської імперії, у Персії править династія Сассанідів.
На території лісостепової України Черняхівська культура. У Північному Причорномор'ї готи й сармати.

## Події
- Оденат із Пальміри оголошує себе правителем територій на захід від Євфрату.
- Держава Вей захопила державу Шу. Починається нове об'єднання Китаю під єдиним правлінням.

## Народились
- Євсевій Кесарійський

## Померли
- Цзі Кан